# کست‌باکس
کست‌باکس (به انگلیسی: Castbox) یک شرکت پادکست مستقر در هنگ کنگ است. این شرکت علاوه بر میزبانی پادکست‌های متنوع، خودش نیز به تولید پادکست مشغول است.

## بنیان‌گذاری
کست‌باکس در سال ۲۰۱۶ توسط رنی وانگ، مدیر اجرایی کنونی شرکت، در پکن، چین بنیان‌گذاری شد. این شرکت همچنین دارای دفترهایی در سان فرانسیسکو و هنگ کنگ است.

## نرم‌افزار
کست‌باکس یک اَپ است که برای توزیع پادکست کاربرد دارد. در سال ۲۰۱۹ حدود یک میلیون پادکست به‌واسطهٔ این نرم‌افزار در دسترس بوده‌اند که شامل حدود پنجاه میلیون قسمت پادکست می‌شوند. علاوه بر این، کست‌باکس دارای پلتفرم عضویت پولی نیز هست. کست‌باکس از تمامی پادکست‌های موجود در نرم‌افزار رونوشت تهیه می‌کند تا کاربران بتوانند با جستجو برای عبارت‌های خاص یا موضوع‌های درون پادکست، راحت‌تر تصمیم بگیرند که قصد دارند چه چیزی را دریافت کنند. در ژوئن ۲۰۱۹ کست‌باکس با نرم‌افزار ویز یکپارچه شد و امکان کنترل پخش پادکست، مکث، رد کردن، یا بازآغاز اپیزودها از داخل نرم‌افزار ویز برای کاربران فراهم شد.

## پادکست‌ها
کست‌باکس، علاوه بر اینکه مجموعه‌ای از پادکست‌هایی از توزیع‌کنندگان دیگر، خودش نیز برنامه‌های اختصاصی خود را تولید می‌کند. در سال ۲۰۱۸ کست‌باکس در تهیهٔ مجموعه پادکست‌های هرد ول ناو با شرکت پخش موسیقی هرد ول مشارکت کرد. این پادکست به معرفی هنرمندان موسیقی که به‌تازگی فعالیت حرفه‌ای خود را آغاز کرده‌اند می‌پردازد. تا سال ۲۰۱۸ کست‌باکس ۲۵ پادکست مختلف و منحصربفرد تولید کرده‌بود، و پادکست به‌نظر جدی می‌رسد نیز در سال ۲۰۱۹ منتشر شد.

## سرمایه‌گذاری
در سال ۲۰۱۷ این شرکت مبلغ ۱۶ میلیون دلار را به سرمایه خود افزود، و پس از آن در سال ۲۰۱۸ نیز ۱۳٫۵ میلیون دلار دیگر به این سرمایه اضافه شد.

## در ایران
کست‌باکس، که از زبان فارسی نیز پشتیبانی می‌کند، یکی از محبوب‌ترین اپلیکیشن‌های میزبان پادکست در ایران است و بسیاری از پادکست‌های فارسی در این نرم‌افزار منتشر می‌شوند. با این حال، دسترسی به اپلیکیشن و وبگاه کست‌باکس در ایران از اردیبهشت ۱۳۹۸ مسدود بوده‌است. به گفتهٔ شرکت مالک کست‌باکس، مسدود شدن این اپلیکیشن در ایران احتمالاً به‌واسطهٔ تغییر استراتژی‌های مرتبط با اینترنت در این کشور بوده‌است.